# Wapen van Sappemeer

Het wapen van Sappemeer

Het wapen volgens de tekening in het wapenregister van de HRvA

Het wapen van Sappemeer van de Groninger gemeente Sappemeer werd op 9 september 1882 per Koninklijk Besluit bevestigd door de Hoge Raad van Adel. Vanaf 1 april 1949 is het wapen niet langer als gemeentewapen in gebruik omdat de gemeente Sappemeer opging in de gemeente Hoogezand-Sappemeer. Het wapen van Sappemeer is terug te vinden in de onderste helft van het wapen van Hoogezand-Sappemeer.

## Blazoenering
De blazoenering van het wapen luidt als volgt:
Een doorsneden schild, het bovengedeelte van sinopel beladen met eene ploeg van zilver; het benedengedeelte van zilver met drie golvende fascen van lazuur. Randschrift 'GEMEENTEBESTUUR VAN SAPPEMEER'
De heraldische kleuren in het wapen zijn sinopel (groen), zilver (wit) en lazuur (blauw). Opvallend is dat het schild in het wapenregister ovaal is getekend. De beschrijving vermeldt niet dat het randschrift geheel in goud is.

## Verklaring
Het wapen verhaalt de geschiedenis van Sappemeer. Aan het begin van de 17e eeuw gaf de stad Groningen opdracht om een kanaal te graven vanaf het Foxholster Meer naar het onbewoonde Sappemeer. De moeilijkheid was het graven door het Hooge Zandt. In 1617 werd Sappemeer bereikt, die in de loop van de 17e en ten slotte in de 18e eeuw werd drooggelegd. In het verkregen gebied ontstond het dorp Sappemeer, dat in 1655 een eigen kerk en daarmee haar zelfstandigheid kreeg. De landbouw werd de voornaamste bestaansbron in Sappemeer.

## Verwante wapens

Wapen van Hoogezand-Sappemeer